# Ytter-Dalsjön
Ytter-Dalsjön är en sjö i Bergs kommun i Härjedalen och ingår i Ljungans huvudavrinningsområde. Sjön har en area på 0,131 kvadratkilometer och ligger 624,3 meter över havet. Sjön avvattnas av vattendraget Skärkan (Öjönån).

## Delavrinningsområde
Ytter-Dalsjön ingår i det delavrinningsområde (696811-135221) som SMHI kallar för Utloppet av Ytter-Dalsjön. Medelhöjden är 673 meter över havet och ytan är 1,14 kvadratkilometer. Räknas de 44 avrinningsområdena uppströms in blir den ackumulerade arean 226,9 kvadratkilometer. Skärkan (Öjönån) som avvattnar avrinningsområdet har biflödesordning 2, vilket innebär att vattnet flödar genom totalt 2 vattendrag innan det når havet efter 325 kilometer. Avrinningsområdet består mestadels av skog (89 procent). Avrinningsområdet har 0,13 kvadratkilometer vattenytor vilket ger det en sjöprocent på 11,2 procent.